# Paratrechina subtilis
Paratrechina subtilis är en myrart som först beskrevs av Santschi 1920.  Paratrechina subtilis ingår i släktet Paratrechina och familjen myror.

## Underarter
Arten delas in i följande underarter:
- P. s. subtilis
- P. s. termitophila